# Каткасы
Каткасы́ (чув. Каткасси) — деревня в Цивильском районе Чувашской Республики. Входит в состав Поваркасинского сельского поселения.

## География
Находится в северной части Чувашии на расстоянии приблизительно 13 км на юг по прямой от районного центра города Цивильск.

## История
Известна с 1862 года как околоток деревни Второе Степаново, где проживало 100 человек. В 1897 году учтено 185 жителей, 1926 — 40 дворов, 176 жителей, 1939—326 жителей, в 1979—158. В 2002 году было 53 двора, 2010 — 39 домохозяйств. В период коллективизации был образован колхоз «Кармалы», в 2010 действовало ООО КФХ «Простор».

## Население
Постоянное население составляло 98 человек (чуваши 100%) в 2002 году, 76 в 2010.